# Histoire de la Crimée
Pour un article plus général, voir Crimée.
 (décembre 2024).
Si vous disposez d'ouvrages ou d'articles de référence ou si vous connaissez des sites web de qualité traitant du thème abordé ici, merci de compléter l'article en donnant les références utiles à sa vérifiabilité et en les liant à la section « Notes et références ».

Anciennes colonies grecques du nord de la mer Noire.

La Crimée, située sur la côte nord de la mer Noire, a une histoire propre documentée depuis plusieurs millénaires. Sa géographie a conditionné une histoire différente au nord de la péninsule, plat, au climat continental rude et relié par voie de terre (isthme de Perekop) à la steppe pontique, et au sud, montagneux, au climat pontique doux, et relié par la mer à l'Anatolie, au monde égéen mais aussi aux fleuves russes et à la mer d'Azov.
Son territoire a été habité par de nombreux peuples au cours de son histoire. Au nord se sont succédé les peuples des steppes : Cimmériens, Scythes, Sarmates, Roxolans, Goths, Alains, Huns (IVe – Ve siècles), Bulgares (Ve – VIIIe siècles), Khazars (VIIIe – Xe siècles), Petchénègues (IXe – XIIe siècles), Coumans dits « Polovtses » (XIIe – XIIIe siècles), Mongols de la Horde d'or (XIIIe – XIVe siècles) et Tatars (XVe siècle).
Au sud se sont établis, venus par la mer, les Grecs antiques, Romains, Grecs byzantins devenus pontiques, Russiens, Arméniens dits « Tcherkessogaïs », Juifs karaïmes ou Krymtchaks, Vénitiens, Génois et Turcs ottomans.
Plus récemment la Crimée a appartenu aux Russes impériaux, aux Soviétiques, puis aux Ukrainiens.

## Dénomination
Il est possible, mais non prouvé, que le nom de la péninsule vienne des Cimmériens antiques (Kimmerioi en grec, c'est-à-dire « habitants des marges », Kymè en grec). Mais les anciens Grecs l'appelaient « Chersonnèse taurique » (plus tard Tauride) d'après le nom de la tribu scythe des Taures. Pour les linguistes spécialistes des langues turciques et pour les Tatars de Crimée, la péninsule tire son nom de la ville de tatar de Crimée : Qırım (aujourd'hui Staryï Krym) signifiant « ma colline » (de qır « colline », et ım « ma »). 
Après l'annexion de la Crimée par Catherine II de Russie en 1783, les autorités russes ont tenté de faire revivre l'ancien nom de « Tauride » en appelant ainsi le gouvernement englobant la Crimée, mais « Crimée » est resté le nom commun de la péninsule.

## Préhistoire

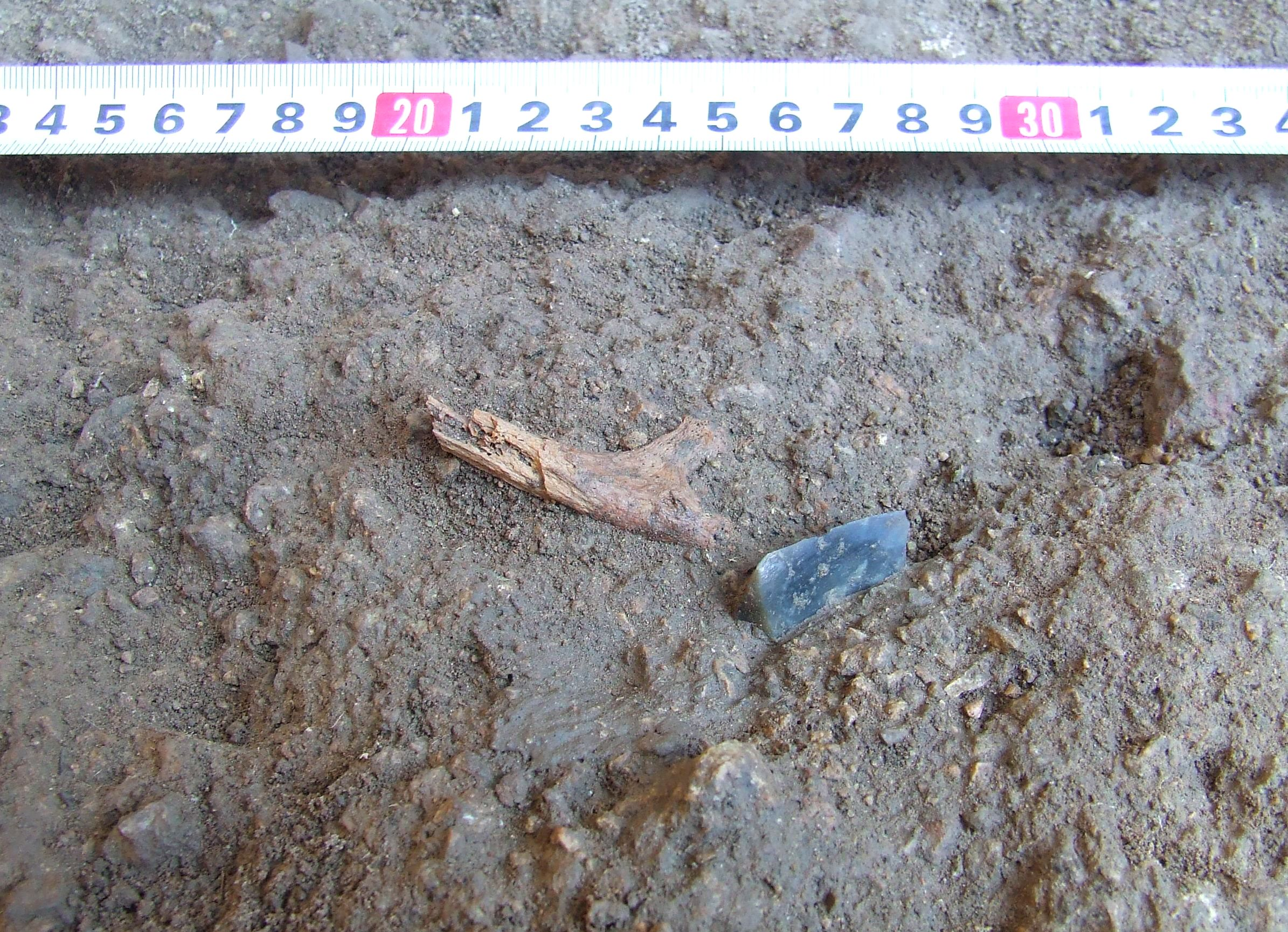
Résultats de fouilles effectuées dans une grotte à Buran-Kaya : fragments d'os et d'outils.

Les preuves archéologiques de la présence humaine en Crimée remontent au Paléolithique moyen. Les restes de Néandertal trouvés dans la grotte de Kıyık-Koba ont été datés d'environ 80 000 ans avant le présent (AP). Des occupations par les Néandertaliens tardifs ont également été découvertes à Staroselo (environ 46 000 AP) et à Buran-Kaya III (environ 30 000 AP).
Les archéologues ont trouvé certains des plus anciens restes humains anatomiquement modernes d'Europe dans les grottes de Buran-Kaya (Bourane Kaya) dans les montagnes de Crimée à l'est de Simferopol. Les fossiles ont environ 32 000 ans et leurs artefacts sont liés à la culture gravettienne. Au cours du dernier maximum glaciaire, la côte nord de la mer Noire en général dont la Crimée qui n'était pas encore une presqu'île, fut un refuge important à partir duquel l'Europe centrale et du nord fut repeuplée à nouveau après la fin de la glaciation de Würm. Le niveau de la mer remonta alors, la mer d'Azov et les limans se formèrent, et la Crimée devint une presqu'île : la densité d'occupation du site par l'homme était relativement élevée et a augmenté dès environ 16 000 ans AP.
Le début du néolithique en Crimée n'est pas associé à l'agriculture, mais à la production de poterie, à l'évolution des techniques de fabrication d'outils en silex et à la domestication locale des porcs. La plus ancienne preuve de blé domestiqué dans la péninsule de Crimée provient du site chalcolithique d'Ardış-Burun (Ardych-Bouroun), datant du milieu du IVe millénaire avant notre ère.
Au IIIe millénaire avant notre ère, en Crimée a prospéré l'une des civilisations pontiques : la culture Yamna, dite « des tombes en fosse », supposée correspondre à une phase tardive de la culture indo-européenne dans l'hypothèse kourgane.

## Antiquité

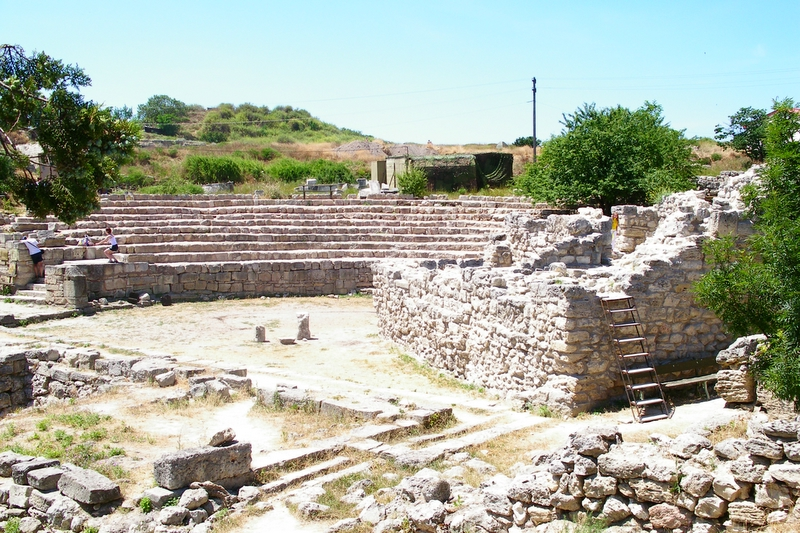
La colonie grecque de Chersonèse, l'une des Sept merveilles d'Ukraine (près de Sébastopol).

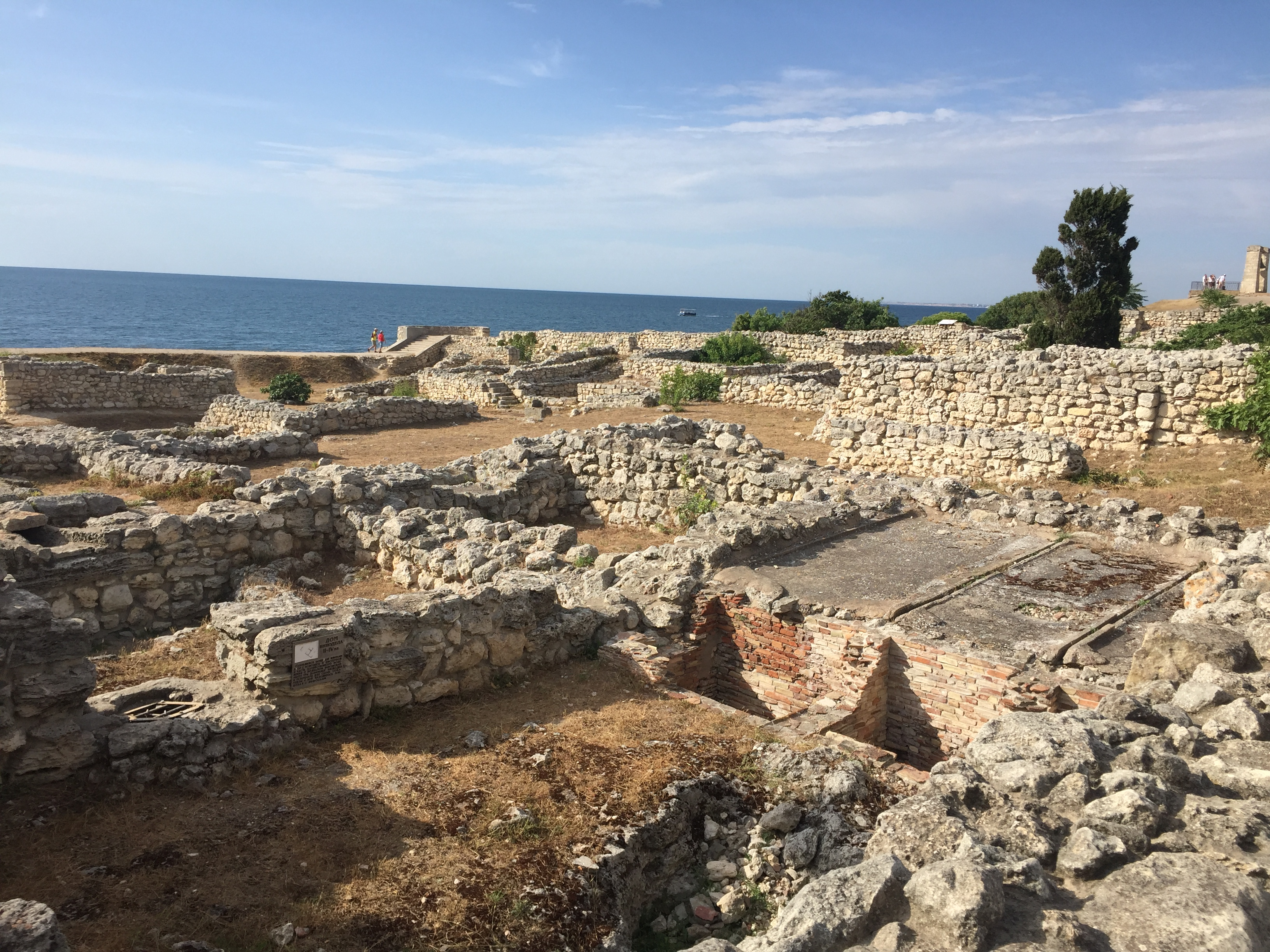
Fouilles dans la ville antique de Chersonèse, Crimée.

Les premiers habitants de la future Crimée dont on connaisse le nom sont les Cimmériens. Au VIIe siècle av. J.-C., la plupart des Cimmériens migrent vers l'Anatolie et les Balkans, sous la poussée d'autres Indo-Européens : les Scythes (ou Saces). Quelques groupes de Cimmériens se réfugient néanmoins dans les montagnes, où ils subsistent sous le nom de Taures (en grec ancien : Ταῦροι, « peuple du taureau »).
Sur les côtes, les Grecs (surtout Ioniens, principalement des Milésiens) fondent des colonies, dont Théodosie (au sud-est) par des colons venus de Milet en Ionie et Chersonèse, une des « Merveilles d'Ukraine » (au sud-ouest, près de l'actuelle Sébastopol), fondée par des colons venus d’Héraclée du Pont (VIe siècle av. J.-C.). Les Tauriens d'origine cimmérienne/criméenne perdurent jusqu'à la fin du IVe siècle avec le roi Sauromatès VI du Bosphore. Peu à peu, la Crimée est intégrée au monde grec. Elle est désormais dénommée « Chersonèse Taurique » (c'est-à-dire « presqu'île des Tauriens ») et communément appelée « Tauride ».
La péninsule criméenne restera hellénistique durant dix-sept siècles. Elle passe successivement sous la suzeraineté du royaume gréco-scythique du Bosphore, puis à celle du royaume du Pont, ces deux royaumes étant centrés sur le détroit de Kertch (Est de la Crimée).
Vers 110 av. J.-C., Mithridate VI, roi du Pont, s'empare de la Crimée, appelé par les Grecs de la région que menacent les Scythes. Mais en 66 av. J.-C., il est vaincu définitivement par Pompée, sur l'Euphrate. Et il doit se réfugier en Crimée, dans sa ville de Panticapée. Après sa mort, la région passe progressivement sous influence romaine tout en restant culturellement grecque.

## Antiquité tardiveet début duMoyen Âge

Crimée vers 200.

Empire de Trébizonde vers 1204.

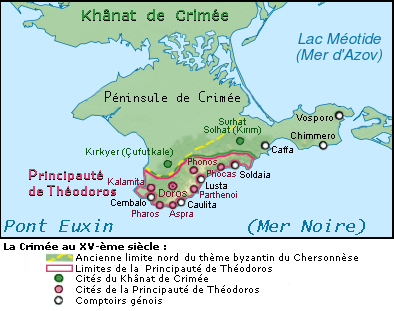
Situation vers 1450.

La moitié sud de la Crimée reste longtemps gréco-romaine. Le reste de la péninsule est occupé par les Goths et les Alains (250 apr. J.-C.). Theodoros, ancienne forteresse située au sud-ouest de la Crimée (à 21 km à l'est de Sébastopol), fut peut-être fondée par ces Goths et Alains. La population des Goths de Crimée subsiste plusieurs siècles, avec sa propre langue, le gotique de Crimée, mais Goths et Alains (ici dénommés Iasses, et proches des actuels Ossètes) sont progressivement hellénisés, adoptant la langue grecque et la religion chrétienne orthodoxe. Au début du IXe siècle, l'Empire byzantin organise le Sud de la Crimée en un « thème » (province civile et militaire) : le thème de Cherson. En 1204, lorsque Constantinople, capitale byzantine, tombe entre les mains des croisés occidentaux, les Vénitiens s'emparent des ports de Cembalo, Caulita, Lousta, Soldaïa et Caffa (Théodosie) tandis que le thème lui-même échoit à l'empire grec de Trébizonde.
Dans la moitié nord de la péninsule, divers autres peuples se succèdent : les Huns (376), les Bulgares (Ve siècle), les Khazars (VIIIe siècle), les Russes kiéviens (Xe – XIe siècles), les Petchénègues (1016), les Coumans ou Kiptchaks (1050) ou Polovtses (1171), les Tatars et aussi les Mongols (1237).
En 1235, l'empire grec de Trébizonde reprend les ports criméens aux Vénitiens, pour les concéder au XIIIe siècle aux Génois. En ce XIIIe siècle, il faut aussi mentionner une présence d'Arméniens tcherkessogaïs dans la péninsule. En témoigne la présence de nombreuses églises et monastères arméniens comme le monastère de la Sainte-Croix de Sourkhat.
En 1362, l'Empire byzantin récupère le thème de Théodoros avec Doros pour capitale. Le basileus Jean V Paléologue le confie à l'un de ses parents, le thémarque Demetrios Paleologue Gavras. Les descendants de celui-ci en font un État grec orthodoxe quasi indépendant.
Cet État byzantin, appelé principauté de Théodoros, disparaît vingt-deux ans après la chute de Constantinople (1453) et quatorze ans après celle de Trébizonde (1461), sous les coups des conquérants Turcs ottomans, alliés aux Tatars. Le thémarque Alexandre de Théodoros meurt au combat en décembre 1475 et l'ancien thème devient une province ottomane. Dans la nouvelle province turque, Arméniens et Grecs pontiques sont désormais une minorité de dhimmis. Il n'y aura plus d'autres chrétiens en Crimée jusqu'à l'arrivée des Russes en 1774. Le nord de la péninsule fait désormais partie du khanat de Crimée.

## Khanat de Crimée

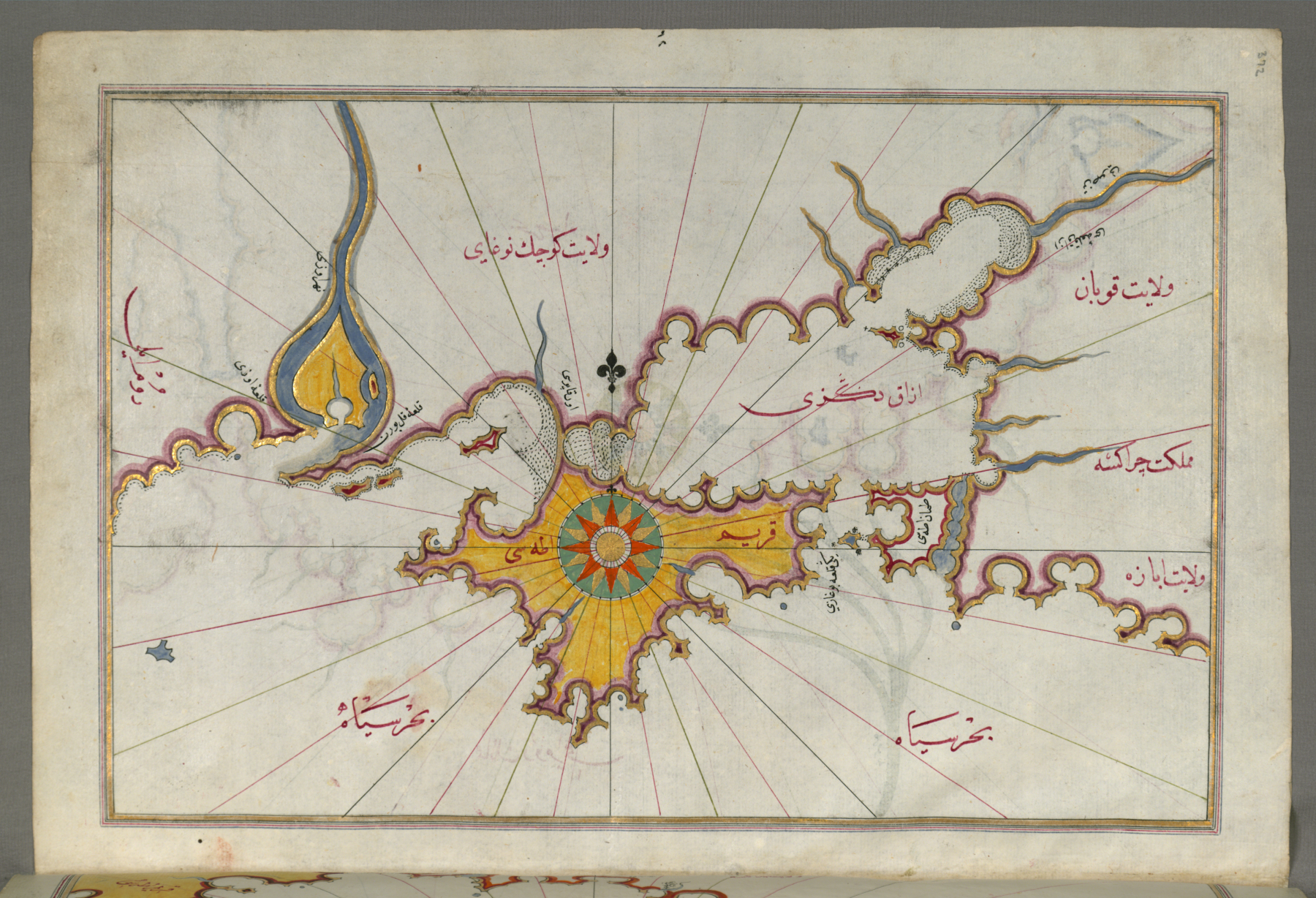
La Crimée représentée sur une carte de l'amiral turc Piri Reis, vers 1520.

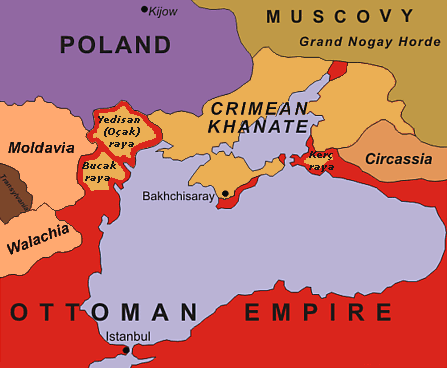
Le khanat de Crimée vers 1600.

Le khanat des Tatars Nogaïs était initialement indépendant et de religion tengriste et chamaniste. Depuis des siècles, la horde Nogaï vivait en partie de raids de pillage en Pologne, Moldavie et Russie, et du commerce des captifs. Mais les rois chrétiens, les voïvodes et les tsars de ces pays se renforcent et en 1475, le khanat de Crimée se place sous la protection de l'Empire ottoman, payant pour cela un tribut, devenant progressivement un État allié, vassal et musulman qui perdure jusqu'en 1783.
En 1498, les empires turco-mongols (Tatars de Crimée et Ottomans) affrontèrent militairement les Polonais et les Moldaves. En 1511, le khanat aida le futur sultan ottoman Sélim à obtenir le poste de gouverneur de la province d'Özi, à l'ouest de la mer Noire, dont les habitants tatars, au nord des bouches du Danube, vivaient en autonomie dans les marches militaires (rayas) du Boudjak et du Yedisan.
En 1569, le khanat de Crimée attaqua Astrakhan, qui était passé sous contrôle russe. Deux ans plus tard, en 1571, les Tatars, sous les ordres du khan Devlet I Giray, lancèrent un raid contre Moscou, faisant environ 100 000 captifs emmenés en esclavage.
En 1578, le khanat aida l'Empire ottoman dans leur guerre contre les Perses.
Durant le XVIIIe siècle, craignant que les Grecs pontiques et les Arméniens tcherkessogaïs ne soutiennent les Russes, le khanat de Crimée en expulsa des milliers vers les marges méridionales de la Russie.

## Empire russe

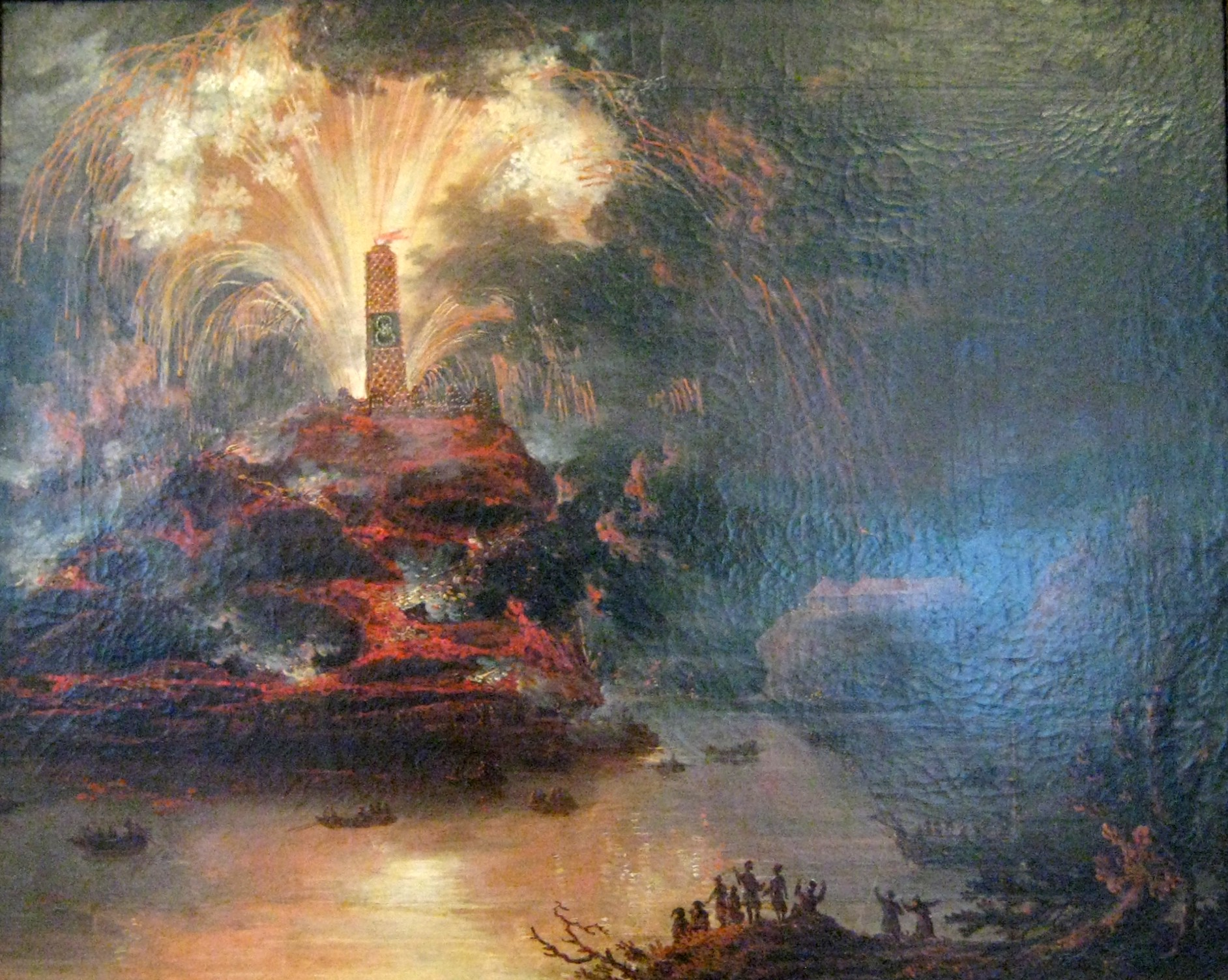
Feux d'artifice célébrant la visite de Catherine II de Russie en 1787.

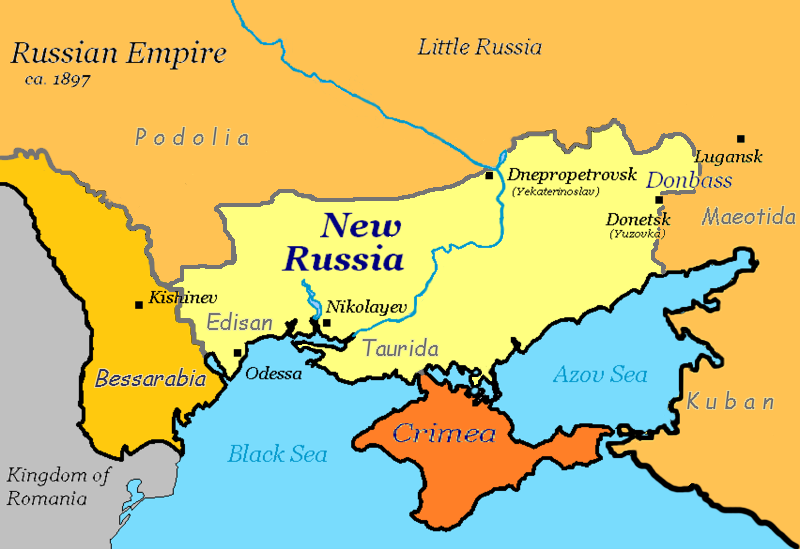
Nouvelle-Russie et Crimée vers 1900.

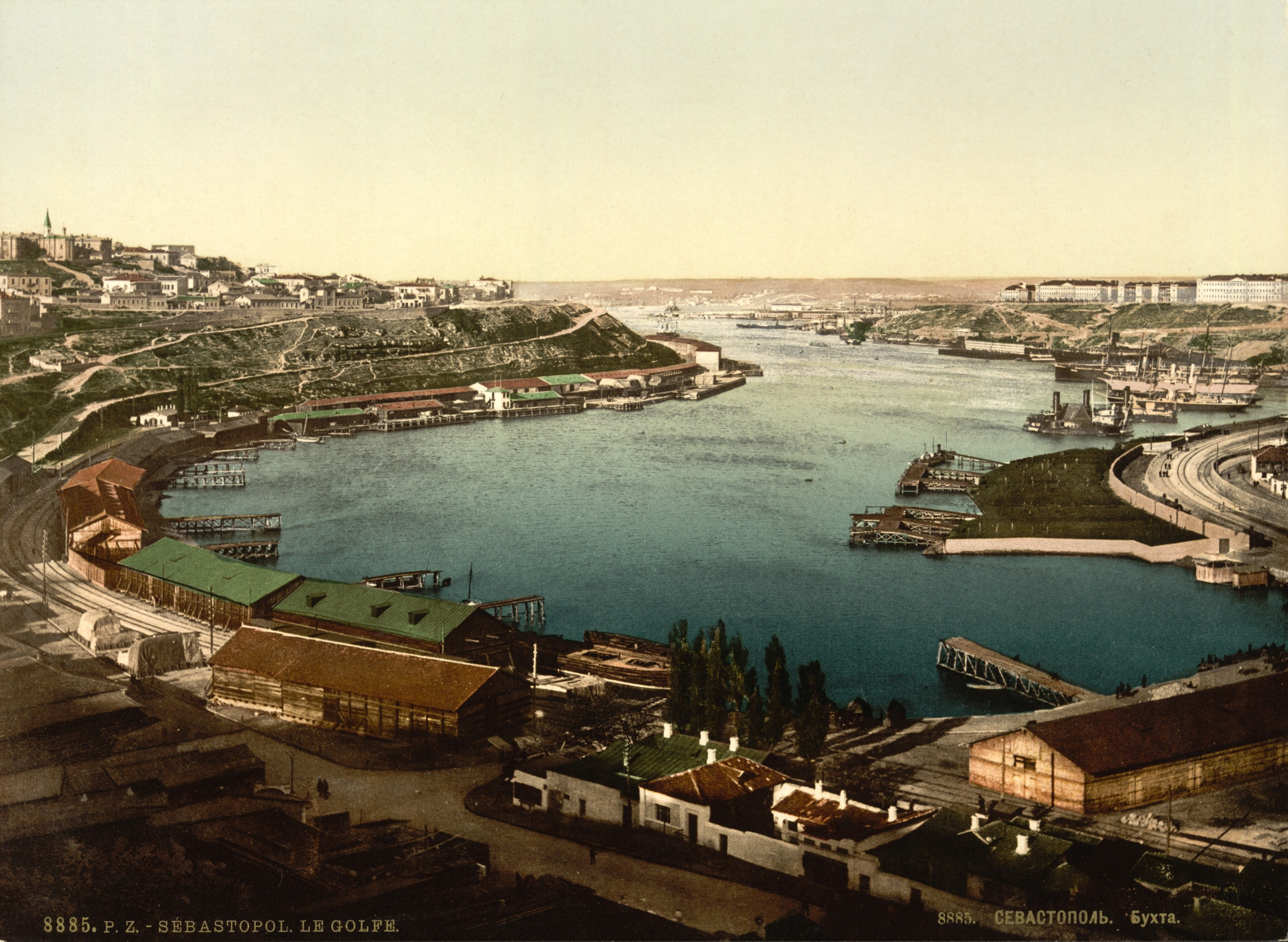
Sébastopol, fondée en 1783, est devenue le principal port de la Crimée (photo vers 1905).

Le khanat de Crimée est attaqué par l'Empire russe au XVIIIe siècle.  Au cours des campagnes d'Azov, le tsar Pierre le Grand attaque la ville d'Azaq (l'actuelle Azov). Après un premier siège infructueux en 1695, il finit par s'en emparer en 1696.  À l'issue de la guerre russo-turque de 1768-1774, les Tatars de Crimée, jusque-là vassaux de l'Empire ottoman, deviennent théoriquement indépendants par le traité de Koutchouk-Kaïnardji. Mais en pratique le khan passe sous protectorat russe, et, contesté par la population, dépend du soutien russe. Suite à la signature du traité, les Russes imposent l'expulsion de 30 000 Grecs et Arméniens du Khanat de Crimée. Cette expulsion répondait à un double objectif : affaiblir le Khanat et peupler le littoral de la mer d'Azov, une partie des Grecs fondèrent Marioupol tandis que les Arméniens  colonisèrent le cours inférieur du Don.
Après plusieurs années de désordres, l'impératrice Catherine II procède à l'annexion du Khanat en 1783, entérinée à l'issue d'un nouveau conflit entre la Russie et l'Empire ottoman (1787-1792) par le traité d'Iași.
La même année 1783, elle fonde le port de Sébastopol et inaugure une politique de peuplement par des chrétiens grands-russiens et petits-russiens — c'est-à-dire des Russes et des Ukrainiens —, mais aussi des Allemands, Moldaves, Arméniens et Grecs nord-pontiques (rappelés sur leurs terres d'origine), au sein d'une nouvelle entité territoriale qui voit aussi s'élever des villes à l'architecture et aux noms grecs antiques (Odessa, Tyraspol, Ovidiopol, Chersonèse, Simferopol, Sébastopol, Théodosie, Mélitopol…).  Cette entité est d'abord nommée gouvernement territorial de Crimée, puis intégrée à un nouveau gouvernement de Tauride.
Le pays, jusque-là consacré à l'élevage extensif par les Tatars, devint terre de cultures.  Dès lors, les Tatars de Crimée, bientôt minoritaires, furent persécutés, chassés vers l'Empire ottoman, déportés vers la Russie centrale ou la Sibérie, voire massacrés lors des révoltes.
Leurs vassaux roms qui élevaient leurs chevaux, fabriquaient leurs tentes, leurs selles et chaudrons, construisaient leurs chars, portaient leurs bagages et qui reconnaissaient le terrain lors de raids, devinrent alors par tribus entières la propriété des Tsars, des boyards et monastères chrétiens. Ils passent du statut de tataritika Roma (Roms des Tatars) à celui de khaladitika Roma (Roms de l'armée russe). La Russie impériale chargea les Cosaques de « pacifier » et d'assimiler définitivement Tatars et Roms, dont beaucoup furent sédentarisés de force.
Plus tard, de nouvelles villes slaves desservies par des voies ferrées furent construites, des marais asséchés, des limans rendus navigables aux navires à vapeur. La péninsule de Crimée devint la villégiature des Tsars et des aristocrates russes à partir de 1850, lorsque les familles princières de Saint-Pétersbourg firent construire leurs résidences d'été près des villages côtiers pontiques qui jouxtent Yalta, Foros, Aloupka, Livadia, Massandra…  Malgré les guerres et les démolitions soviétiques, ces pittoresques stations balnéaires ont conservé quelques palais et datchas de l'époque.  La Crimée devint aussi une importante tête de pont pour la marine marchande russe, vers les mers chaudes.
En 1853, l'Empire ottoman déclinant reçut le soutien de la Grande-Bretagne et de la France pour stopper l'expansion économique et territoriale russe.
Les alliés de circonstance attaquèrent la Crimée. Le conflit de 1854-1856 fut extrêmement meurtrier, moins par faits de guerre que par épidémies dues au manque d'eau et d'hygiène (choléra et typhus : 750 000 hommes périrent en trois ans).  À l'issue du siège de Sébastopol, qui s'acheva par une « victoire à la Pyrrhus » des anglo-franco-ottomans, la Crimée resta sous le contrôle de l'empire russe, mais celle-ci dut rendre à la Principauté de Moldavie une bande de terre de la taille d'un département français dans le Boudjak, le long des bouches du Danube (terre que l'empire russe reprit 22 ans après).

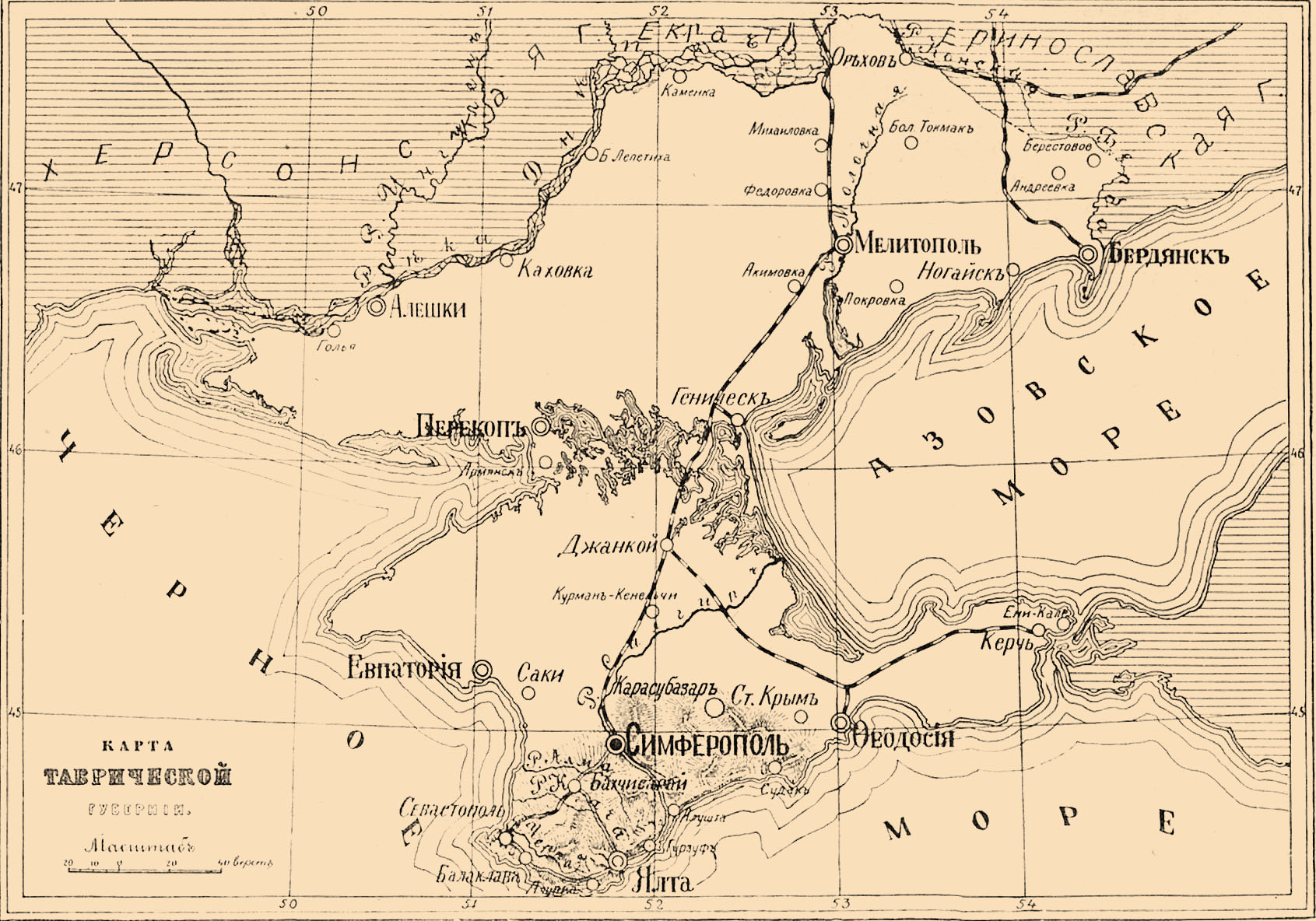
Gouvernement de Tauride et premières voies ferrées, Brockhaus and Efron Jewish Encyclopedia, 1906.

Après 1860, la Crimée se releva des lourds dégâts de la guerre, devenant une riviera russe sur la mer Noire. Les tsars, séjournant dans leur palais de Livadia, imitèrent sciemment la côte d'Azur française : Yalta imita Nice et Cannes tandis que Sébastopol, à l'image de Toulon, se transforma en importante base navale.
Le nombre de Tatars de Crimée diminua par l'émigration forcée vers l'Empire ottoman au XVIIIe et au début du XIXe siècle, à la suite des persécutions, des confiscations de terres et de bétail, et des guerres russo-ottomanes. Beaucoup furent établis en Dobrogée et en Anatolie. Au milieu du XIXe siècle, le gouvernement cessa le processus d'expulsion car les élevages ovins en souffraient et les Tatars restant, devenus minoritaires, ne présentaient plus de menace à ses yeux.

## Révolution russe

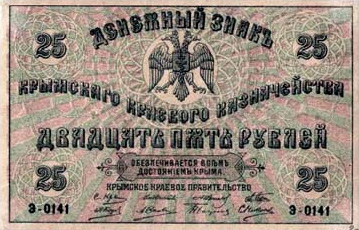
Billet de 25 roubles du gouvernement régional de Crimée, 1918.

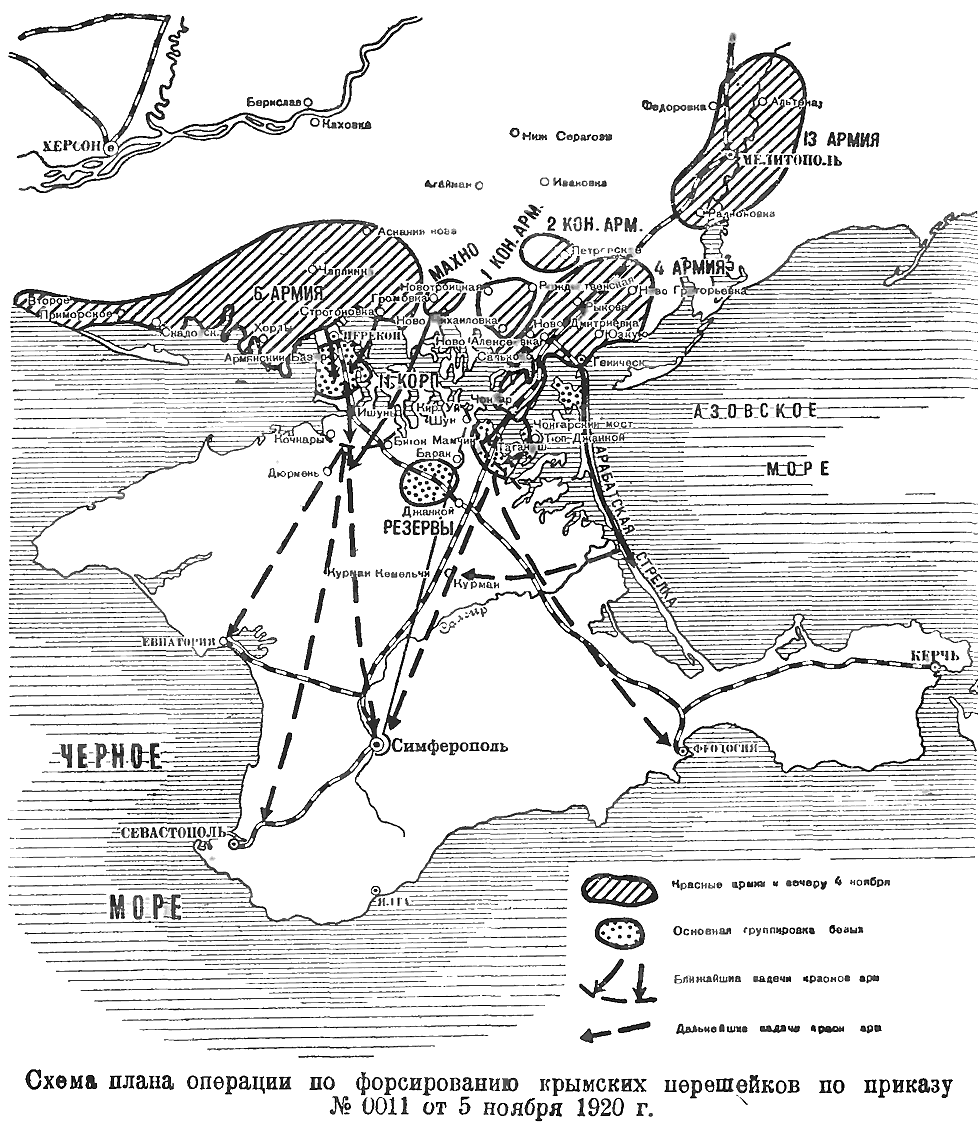
Conquête de la Crimée par l'Armée rouge, novembre 1920.

Les nations conquises par l'Empire russe profitent de la révolution russe pour essayer de retrouver ou de proclamer leur indépendance. La Crimée, où les Tatars sont devenus minoritaires, présente une situation quelque peu particulière: dans les villes, à majorité russe, des Soviets se constituent. Les Tatars, quant à eux, formulent leurs propres revendications : en avril 1917, ils organisent un Congrès musulman pan-criméen, qui désigne un Comité exécutif provisoire de Crimée, puis, en octobre, un deuxième congrès élit un parlement des Tatars de Crimée (Qurultay). 
Après la révolution d'Octobre, la Crimée voit se constituer un Conseil des représentants populaires de Tauride. Dans la confusion générale, le Qurultay, dominé par le Parti national (Milliy Firqa), constitue de son côté une « république populaire de Crimée », sans consulter les non-Tatars. 
Au début de l'année 1918, les bolcheviks balaient ces organes et créent une « république soviétique socialiste de Tauride », mais ne parviennent pas à contrôler effectivement la Crimée, pas plus que les pays baltes, la Biélorussie ou l'Ukraine. Aussi, par le traité de Brest-Litovsk, la nouvelle Russie soviétique concède provisoirement ces régions aux Empires centraux : les Allemands occupent la péninsule et soutiennent un gouvernement tatar. Devant le mécontentement du reste de la population, ils laissent se constituer un gouvernement de coalition, qui regroupe des Russes et des Tatars, tandis que le gouvernement ukrainien revendique la possession de la péninsule, tout en se déclarant disposé à lui accorder un statut autonome. 
Après la défaite allemande à l'ouest en novembre 1918, un Karaïte, Solomon Krym (en) (1864-1936), prend la tête d'un gouvernement criméen rangé du côté de l'armée blanche d'Anton Denikine (1872-1947), qui tente de repousser les bolcheviks. Partisan d'une « Russie grande, unie et indivisible », ce dernier est totalement hostile aux Tatars. Les bolcheviks finissent par reconquérir la plus grande partie de la Crimée en mai 1919. Ils prennent alors le contre-pied de Dénikine et tentent de séduire les Tatars. Dénikine revient en juin, puis est remplacé par un autre général blanc, Piotr Nikolaïevitch Wrangel, qui parvient à maintenir en Crimée un réduit tzariste. Une fois leur position stabilisée sur les autres fronts, les bolcheviks forcent les positions défensives blanches de l'isthme de Perekop et occupent la Crimée en novembre 1920. Wrangel évacue ses troupes, des familles de militaires et — quelque 150 000 civils — des ports de Crimée vers Constantinople.

## Période soviétique
- OTAN, OSCE
- OCS, OTSC
- CPS[12]
- Conseil de Défense de l'Amérique du Sud

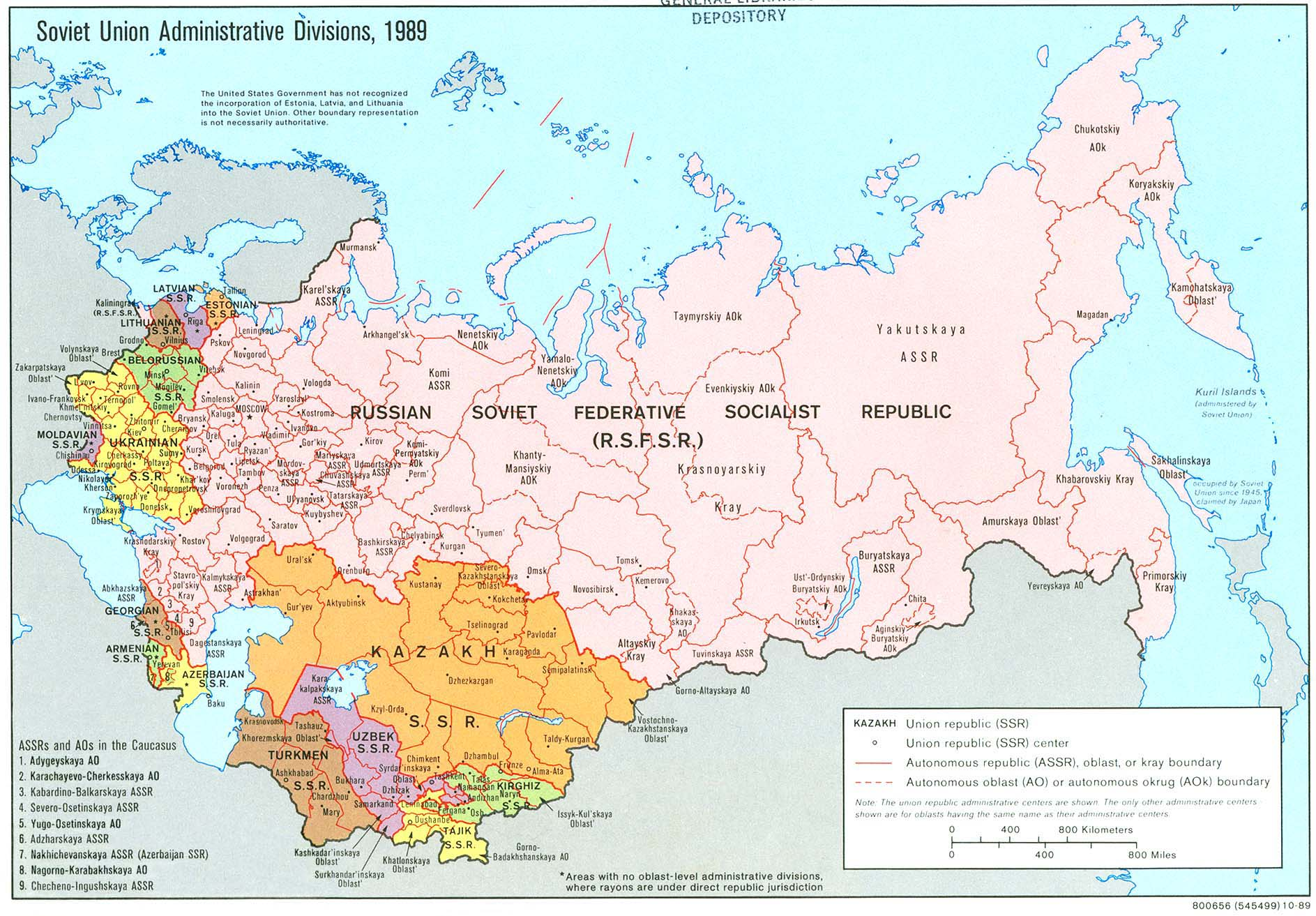
Carte montrant les dernières divisions administratives des républiques de l’URSS (1989) avant son effondrement (1991).

Les grandes alliances militaires
OTAN, OSCE
OCS, OTSC
CPS
Conseil de Défense de l'Amérique du Sud

En 1918, après la victoire des bolcheviks dans la guerre civile russe, la Russie devient la république socialiste fédérative soviétique de Russie (RSFSR) tandis que la Crimée, revendiquée par la république populaire d'Ukraine, est aux mains des Armées blanches et de leurs alliés Franco-Britanniques. Quatre années plus tard (1922), la Crimée est intégrée comme république socialiste soviétique autonome de Crimée (RSSA de Crimée, partie de la Russie) dans la toute nouvelle Union des républiques socialistes soviétiques (URSS) de structure fédérale, comprenant à l'origine quatre républiques : Russie (Asie centrale incluse), Ukraine, Biélorussie et Transcaucasie (Géorgie, Arménie et Azerbaïdjan ensemble). 
Comme la république socialiste soviétique d'Ukraine (RSSU), la Crimée subit la terreur rouge et la collectivisation forcée qui aboutissent à une disette qui évolue en famine au début des années 1920. Entre 1931 et 1933, pour briser la résistance de la paysannerie et ce qu'il appelle le « nationalisme ukrainien », Staline rend les réquisitions alimentaires systématiques : la famine qui en résulte est appelée par les Ukrainiens Holodomor ou « extermination par la faim ». Quiconque murmure, proteste ou résiste est aussitôt catalogué « saboteur » ou « espion fasciste » et les purges des années 1930 envoient au goulag ou au peloton d'exécution de nombreux intellectuels, cadres, ingénieurs, officiers ou membres idéalistes du parti communiste.
Pendant la Seconde Guerre mondiale la Crimée fut le théâtre de sanglantes batailles où la Wehrmacht et l'Armée rouge subirent de lourdes pertes, notamment durant l'été 1941, dans l'isthme de Perekop qui relie la péninsule à l'Ukraine. Cette barrière naturelle conquise, les Allemands occupèrent aussitôt la plus grande partie de la Crimée, mais la ville de Sébastopol résista héroïquement au siège allemand d'octobre 1941 jusqu'au 4 juillet 1942, et recevra après la guerre, le titre de « Ville héros ».
L'Armée rouge reprit la Crimée du 8 avril au 12 mai 1944. Les forces de l'Axe acculées à Sébastopol évacuèrent la ville à bord de navires roumains qui furent presque tous coulés par l'aviation soviétique. La fin de la Seconde Guerre mondiale ne fut pas une libération pour tous les Soviétiques : en trois jours (18 au 21 mai 1944), les Tatars de Crimée furent tous déportés, sans exception, sous l'accusation d'avoir collaboré avec les Allemands : 46 % des 193 865 déportés moururent de faim ou de maladies. Le 30 juin 1945, la république socialiste soviétique autonome de Crimée fut abolie et rétrogradée en oblast de Crimée de la république socialiste fédérative soviétique de Russie.
En 1948, Sébastopol fut détaché de l'oblast pour dépendre directement du gouvernement central de la RSFSR.
Le 19 février 1954, Nikita Khrouchtchev, premier secrétaire du Comité central du Parti communiste de l'Union soviétique et dont l'Ukraine était la région d'adoption, rattache l'oblast de Crimée (à l'exception de Sébastopol) à la république socialiste soviétique d'Ukraine (RSSU) à l'occasion du 300e anniversaire de la réunification de la Russie et de l'Ukraine, au terme d'un débat de 15 minutes au sein du Comité central. Ce transfert territorial a pour conséquence de renforcer le nombre de russophones dans la population. Treize années plus tard (en 1967), les Tatars de Crimée furent réhabilités, mais sans pour autant être autorisés à revenir dans la péninsule. Ils ne reçurent ce droit qu'après la transformation de l'URSS en CEI.

## De la dislocation de l'URSS à la première constitution de Crimée (1989/1992)

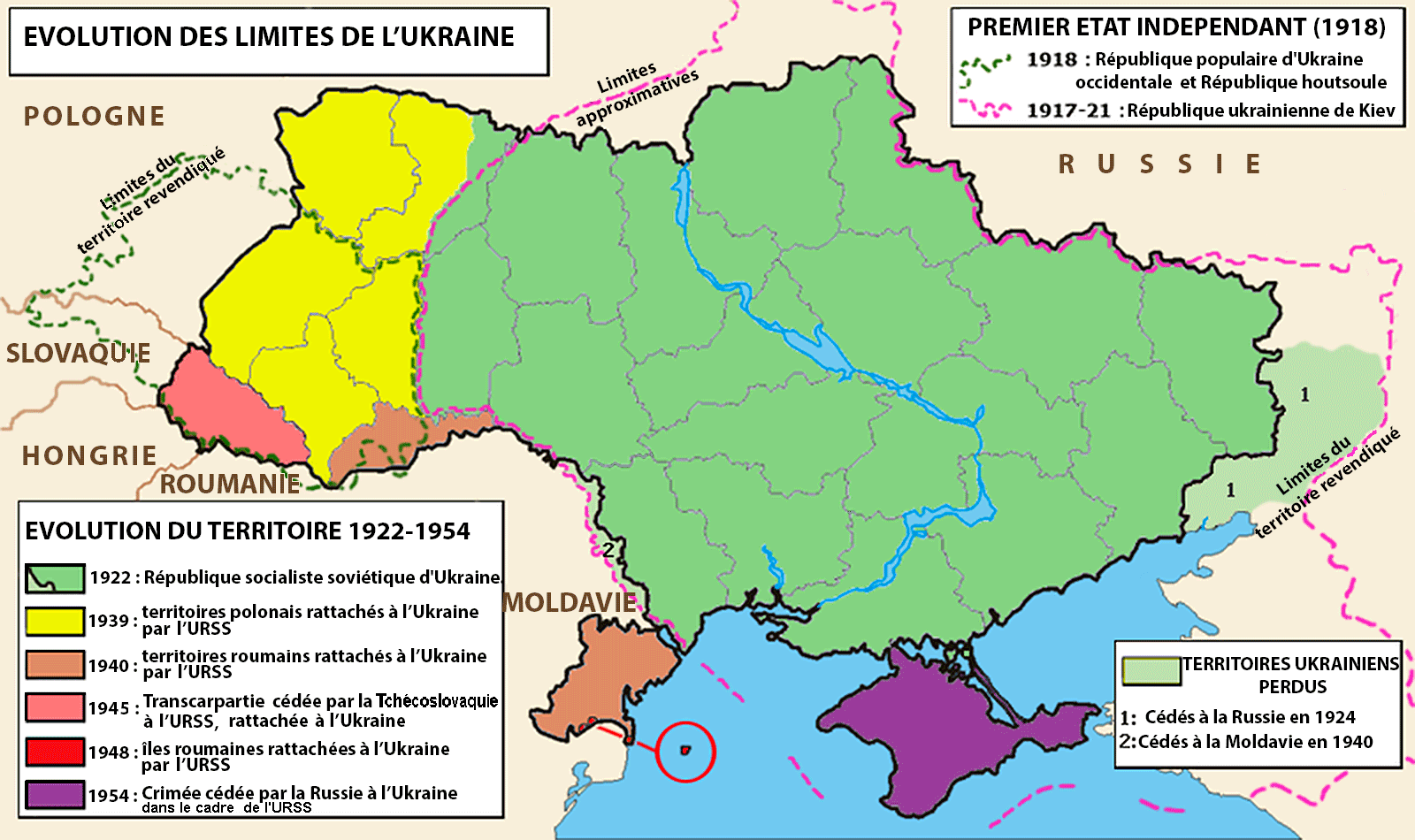
Évolution des territoires ukrainiens et criméens de 1918 à 1991.

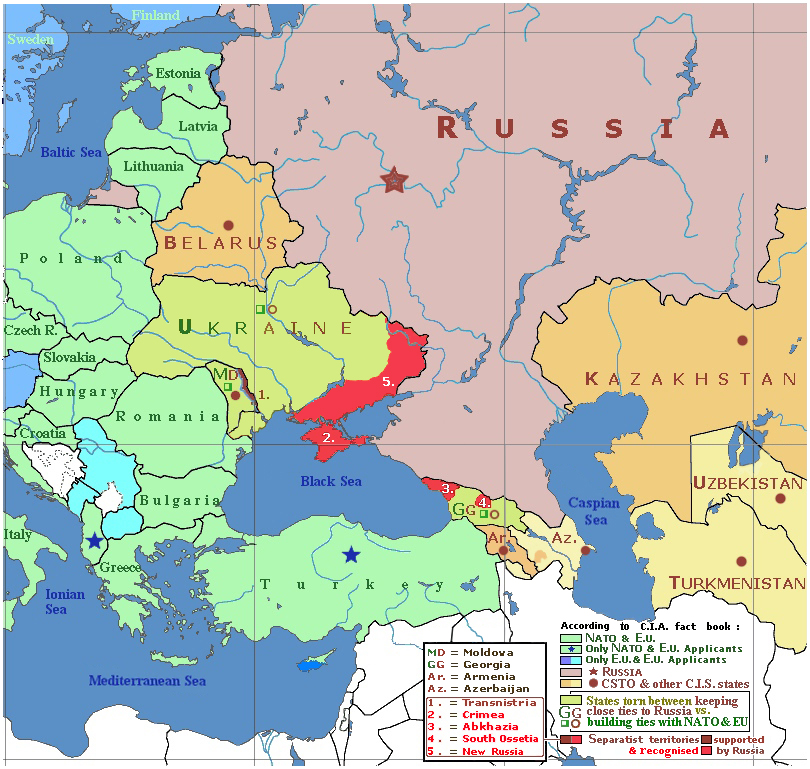
Situation de la Crimée entre Ukraine et mer Noire, dans le jeu stratégique entre Russie et OTAN, entre la CEI et l'UE.

À la suite de la dislocation de l'URSS de 1989, la Crimée, après référendum, se déclare le 20 janvier 1991 « république autonome » (dans l'intention affichée de devenir une « république unionale » (RSS) à part entière), mais sept mois plus tard, le 24 août 1991, l'Ukraine proclame son indépendance (confirmée par référendum du 1er décembre 1991). Une semaine plus tard à Minsk, l’URSS cesse d’exister, à la suite de sa dissolution décidée par les dirigeants russe, ukrainien et biélorusse. La Crimée est à ce moment une république autonome de l'Ukraine.
Le 21 décembre 1991, à Alma-Ata, est fondée la Communauté des États indépendants (CEI) qui regroupe onze des quinze anciennes « républiques unionales » soviétiques : l'Azerbaïdjan, de l'Arménie, la Biélorussie, le Kazakhstan, le Kirghizistan, la Moldavie, la Russie, le Tadjikistan, le Turkménistan, l'Ouzbékistan et l'Ukraine (les trois pays baltes visent l'Union européenne, et quant à la Géorgie, elle rejoindra la CEI le 3 décembre 1993).
Au début de 1992, l'Ukraine réaffirme sa pleine souveraineté sur la Crimée. Pour les populations d'origine russe ou russophones, ou même russophiles, la Crimée, simple cadeau de Khrouchtchev à l'Ukraine soviétique, ne saurait devenir un simple oblast de l'Ukraine. Pour la Russie non plus, en raison de la présence dans la péninsule du principal arsenal de l'ex-flotte soviétique de la mer Noire. Les autorités de la Crimée travaillent alors à un projet de constitution.
Autre point de discorde, le retour et la réinstallation des Tatars de Crimée, déportés par Staline. Leurs logements, villages et terres avaient été occupés par des colons principalement Russes (venus de villes et villages détruits pendant la Seconde Guerre mondiale). Les Tatars n’obtiennent pas le total rétablissement de leurs droits (les litiges sont traités au cas par cas et les plaignants souvent déboutés faute de preuves de leur spoliation). Leur langue n’est pas reconnue officiellement (on estime à plus de 600 000 le nombre de locuteurs du tatar de Crimée, dont près de 450 000 se trouvent encore en Russie, et près de 100 000 en Dobrogée roumaine). Le peuple tatar est aujourd’hui toujours réparti en diaspora, en Asie centrale ou en Turquie (les descendants des Tatars de Crimée présents en Turquie sont estimés à quatre millions : ils ne parlent plus leur langue d’origine, mais le turc).

## Autonomie relative (1992/1999)

Carte des pays où le russe est soit langue officielle, soit fréquemment parlé.

Le 5 mai 1992, la Crimée proclame sa première Constitution.
Les tensions étant momentanément apaisées sur l'ensemble de l'Ukraine, la Crimée reste au sein de ce pays en tant que région autonome pourvue de sa propre constitution selon laquelle les langues officielles de la Crimée sont le russe et l'ukrainien. La ville criméenne de Sébastopol accède à un statut spécial en Ukraine. Son arsenal portuaire de Sébastopol restera à la Russie, qui continuera à y entretenir sa flotte militaire stratégique du Sud.
Le 19 juillet 1994, Leonid Koutchma (1994-2005 ; ex-communiste) est élu 1er président d'Ukraine, pour cinq ans. Il reste en place pendant deux mandats. Le 17 mars 1995, le Parlement ukrainien abolit la constitution criméenne de 1992. De juin à septembre 1995, c'est le président Koutchma qui gouverne directement la Crimée par décrets. Il en résulte un nouveau bras de fer entre pro-russes et pro-ukrainiens, en Crimée mais aussi dans le reste de l'Ukraine. L'enjeu est en fait le statut de la ville de Sébastopol et l'éventuel retrait de la flotte russe de la mer Noire. Comme chaque fois que des tensions apparaissent entre un pays ex-soviétique et la Russie, de nombreuses inquiétudes apparaissent au niveau international quant à la stabilité du « glacis russe » 
Le Parlement de Crimée vote alors une nouvelle série de lois constitutionnelles (octobre 1995), qui seront longtemps contestées par les autorités ukrainiennes, car réaffirmant et précisant l'autonomie de la Crimée. La situation restera tendue, mais sans incidents, pendant plusieurs années, jusqu'aux défaites électorales des partis ukrainiens pro-européens nés à l'issue de la chute du bloc soviétique. La Russie retrouve alors son niveau d'influence antérieur dans les affaires intérieures de l'Ukraine, et surtout de la Crimée. 
La Russie facilite la distribution de passeports russes à la population russophone de Crimée, comme elle l'avait déjà fait en Transnistrie moldave et, dans les années 1990-2000 puis avant et après 2008, en Géorgie où la « passeportisation » des Abkhazes et des Ossètes du Sud, prélude à la reconnaissance diplomatique par la Russie de ces républiques séparatistes, avait provoqué d'importants exodes, de ceux qui refusaient ces passeports, de ces régions en direction notamment de Tbilissi, Gori et Zougdidi.
En 1997, le rattachement de la Crimée à l'Ukraine (comme république autonome) est officiellement reconnu par la Russie. La nouvelle Constitution criméenne sera officiellement ratifiée par les deux parlements, russe et ukrainien, les 21 octobre et 23 décembre 1998. La Crimée devient une entité administrativement et territorialement autonome au sein de l’État unitaire d'Ukraine. La Crimée n'est pas un État souverain mais son intégrité territoriale, son autonomie y compris budgétaire et le statut de sa population russophone et ses droits patrimoniaux face à toute revendication, lui sont garantis. Et enfin, elle possède son propre organe représentatif, la Rada de Crimée (Parlement), un Conseil des ministres (organe exécutif), et un chef d'État[réf. à confirmer].

## De la seconde constitution à l'annexion de la Crimée par la Russie (1999/2014)

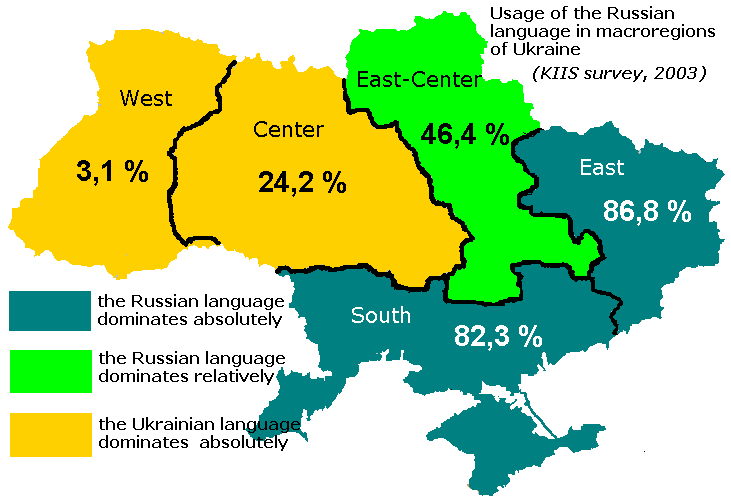
La pratique linguistique en Ukraine divise en deux parts ce pays : au nord-ouest, la langue ukrainienne domine ; au sud-est c'est la langue russe. Cette division linguistique est à rapprocher des sensibilités pro-occidentales ou pro-russes, en Ukraine et Crimée.

La seconde Constitution de la Crimée entre en vigueur à partir du 12 janvier 1999.
Au début du troisième millénaire, la croissance économique de l'Ukraine (et de la Crimée) reste à deux chiffres, mais la réaction économique russe à la révolution orange de 2004-2005 (cessation des fournitures énergétiques à bas prix) provoque son ralentissement à 2,1 %. 
Mais c'est surtout la crise économique de 2008-2009 qui lui porte un coup d'arrêt : elle chute tout à coup de 15 %. Kiev est alors obligé de s'endetter auprès du FMI (plan de sauvetage économique sous forme de prêt) pour plus de seize milliards d'euros. Avec les nouveaux prix élevés des fournitures énergétiques russes, l'Ukraine a des difficultés à régler ses factures, d'où les conflits gaziers russo-ukrainiens de 2005 à 2009. Ces événements alimentent en arguments les mouvements pro-occidentaux de l'opposition ukrainienne et font monter les mécontentements dans les régions de l'Ouest qui, sur le plan économique, sont les moins riches de l'Ukraine.
Les élections législatives de 2007 donnent la victoire au Parti des régions de Viktor Ianoukovytch. Mais les « forces pro-occidentales » de Notre Ukraine et du Bloc Ioulia Tymochenko s'allient pour former un gouvernement de coalition : c'est la « cohabitation », une situation politique à laquelle des pays comme l'Allemagne, la France ou l'Italie sont habitués, mais qui dans les pays de l'Est se révèle très conflictuelle. L'année suivante, sur proposition du président géorgien Mikheil Saakachvili, le parlement géorgien vote la sortie de la Géorgie de la Communauté des États indépendants (CEI). Une semaine plus tard, le 14 août 2008, le député Iouri Kostenko (en) du nouveau groupe pro-présidentiel Notre Ukraine - Autodéfense populaire (NUAP, puis BNU) et représentant du Parti populaire ukrainien, déposent à la Rada suprême (parlement ukrainien), un projet de loi dénonçant l'accord de participation de l'Ukraine à la CEI. Le secrétariat du président ukrainien, soutenu par les Occidentaux, affirme que Kiev n'a jamais signé les Statuts de la CEI. Mais finalement, l'Ukraine restera dans la CEI en tant que membre fondateur et État participant.

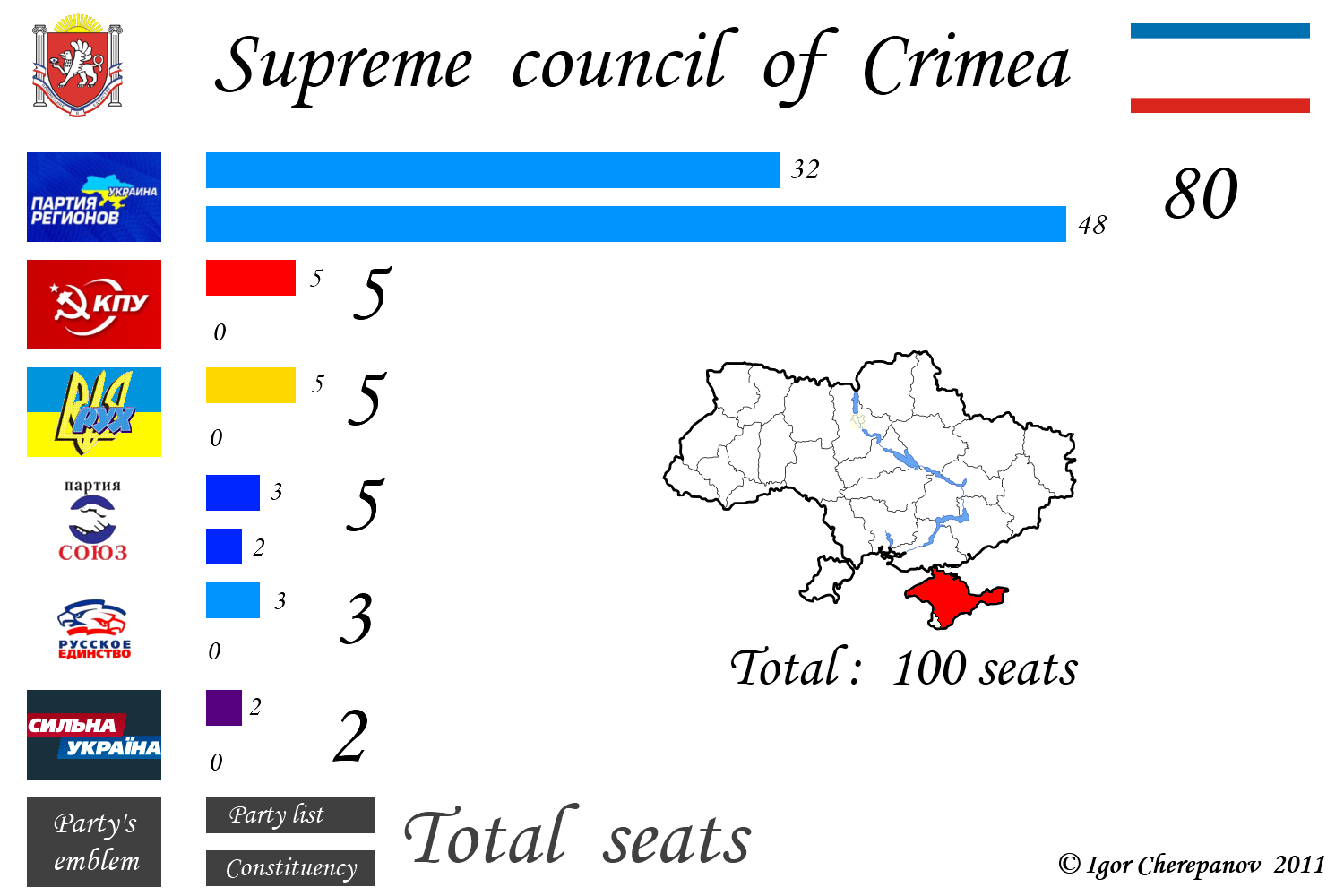
Dernières élections parlementaires de Crimée, en 2010.

Le 3 juin 2010, l'Ukraine renonce à une adhésion à l'OTAN. Cette année-là, de nouvelles élections générales se déroulent dans l'ensemble de l'Ukraine. Le 31 octobre 2010, la Crimée, région autonome d'Ukraine, vote pour élire ses parlementaires (à la majorité proportionnelle mixte). Le « Parti des régions » (créé le 26 octobre 1997), qui est russophone et dirigé par Volodymyr Rybak, remporte sans surprise les élections parlementaires criméennes, avec une majorité écrasante (80 des 100 sièges). La carte ethnique de la péninsule montre, en effet, environ 60 % de Russes, contre 25 % d'Ukrainiens et moins de 15 % de Tatars (les autres minorités anciennes comme les Allemands criméens, les Moldaves, les Pontiques ou les Tcherkessogaïs, ont quasiment disparu par déportation ou émigration). Aujourd'hui près de 98 % des habitants de Crimée parlent le russe.
Deux ans plus tard, à Kiev, lors de l'élection parlementaire ukrainienne de 2012, le Parti des régions remporte 185 sièges au Parlement ukrainien. Il forme alors un groupe parlementaire russophone majoritaire de 210 députés (sur un total de 444 sièges).
Courant 2013, l'Union européenne propose un accord d'association avec une Ukraine dont les caisses étatiques sont à nouveau vides. Mais le parlement Ukrainien refuse l'accord d'association avec l'U.E.
En réaction, la population de l'Ouest ukrainien et une partie des Kiévois se soulèvent en novembre 2013 : ce sont les manifestations dites « Euromaïdan » qui rappellent l'ancienne révolution orange (2004-2005). La radicalisation de la manifestation avec les violences qui s'ensuivent débouchent le 22 février 2014 sur la prise du palais présidentiel et de l'assemblée parlementaire de Kiev, ainsi qu'à la fuite du président de l'Ukraine, Viktor Ianoukovytch (2010-2014, Parti des régions).
Ce changement de pouvoir à Kiev, « révolution » pour l'opposition pro-européenne, mais « coup d'État » pour les pro-russes et pour la Russie, attise en république de Crimée, région très majoritairement russophone les tendances séparatistes face à l'Ukraine. Fin février 2014, la Crimée annonce qu'elle ne reconnaît pas le nouveau président ukrainien (23 février 2014) par intérim, Oleksandr Tourtchynov et les nouvelles autorités provisoires d'Ukraine. Dans la nuit du 26 au 27 février, des bâtiments officiels sont occupés par des paramilitaires armés se présentant comme des « forces d'autodéfense ». Le 27 février 2014, le Parlement de la Crimée, en présence d'hommes en armes, élit un nouvel exécutif et vote la tenue d'un référendum sur la question d'une autonomie renforcée vis-à-vis de Kiev ; un référendum est prévu pour le 25 mai 2014. Kiev dénonce la légalité de ce référendum, qui est alors avancé au 30 mars (puis une semaine plus tard, au 16 mars). Face à des menaces de sanctions, Vladimir Konstantinov (en) (ou Serhi Aksionov selon la double translittération ukrainienne puis française), son nouveau Premier ministre de Crimée et chef du parti « Unité russe (en) », font alors appel officiel à la Russie.

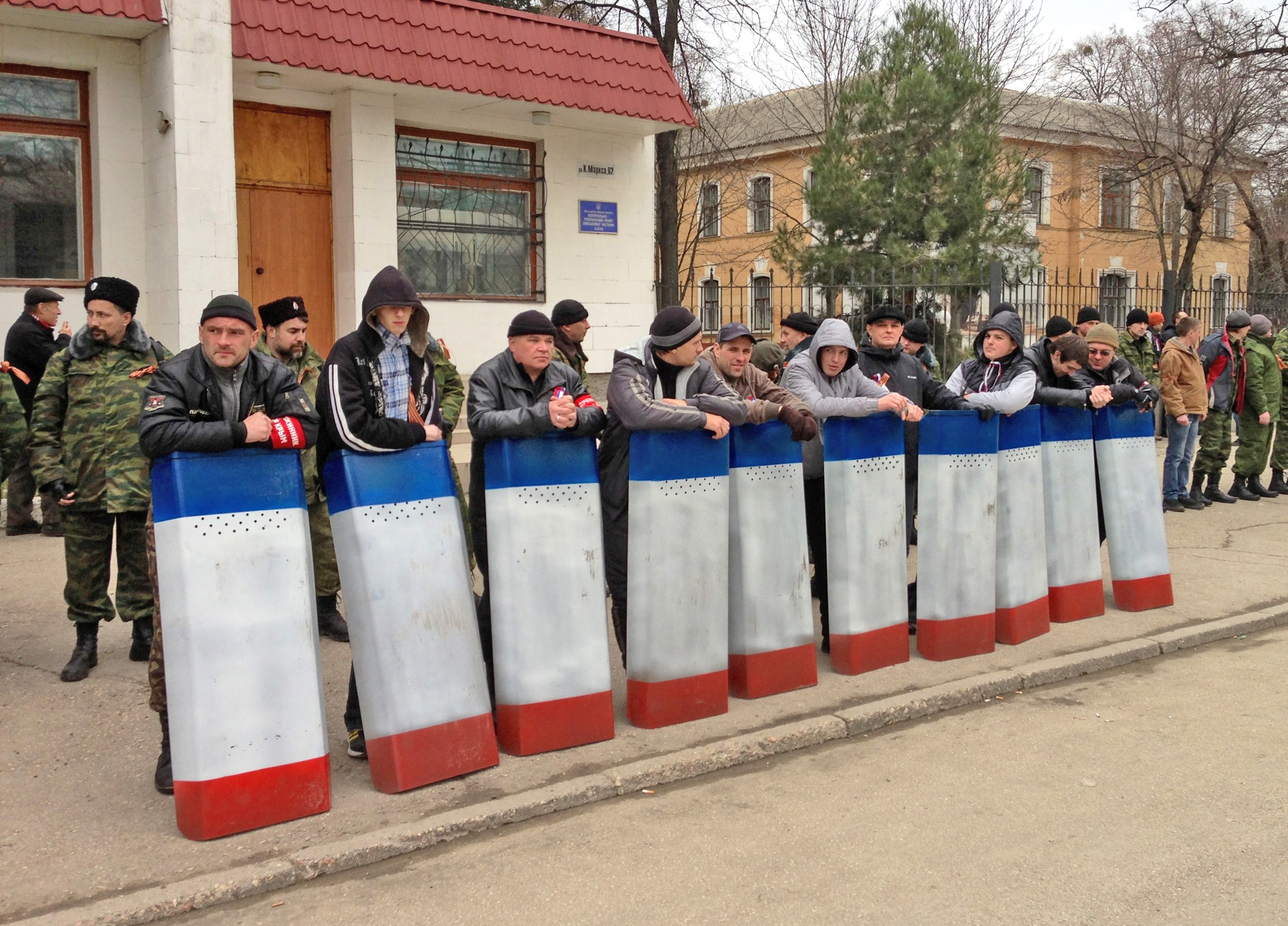
Dans la capitale Simferopol, un groupe d'auto-défense de la république autonome de Crimée, avec des boucliers peints aux couleurs du drapeau de la, le 2 mars 2014. Elizabeth Arrott, Voice of America.

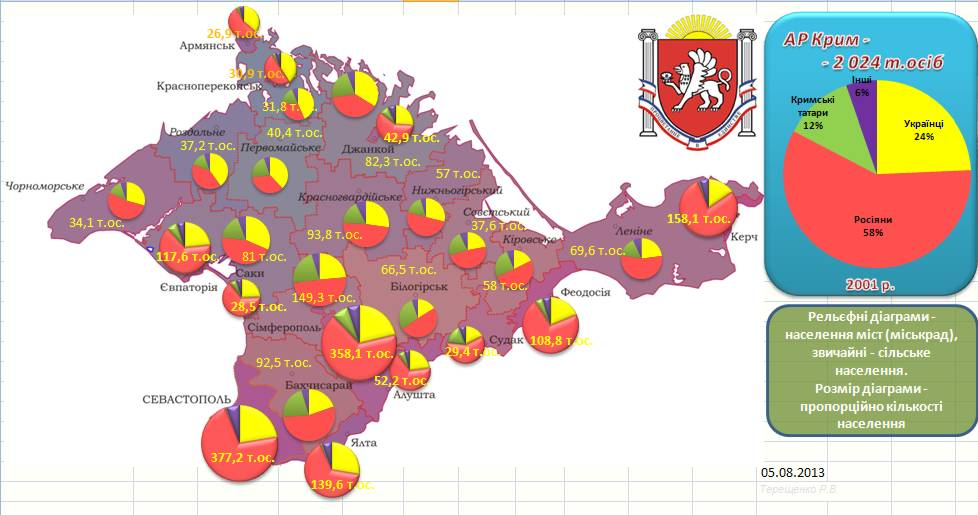
Composition ethnique de la population de Crimée par districts et villes (2001) :
1. En rouge : Russes (moy. : 59 %)
2. En jaune : Ukrainiens (moy. : 24 %)
3. En vert : Tatars de Crimée (moy. : 12 %)
4. En violet : Autres (moy. : 5 %).

Le 1er mars 2014 la tension monte d'un cran : les groupes paramilitaires formés de russophones criméens, ainsi que des troupes et blindés russes basés dans le port de Sébastopol, se répartissent sur des points stratégiques de la péninsule, afin d'après des commentateurs de la presse étrangère, « de protéger la flotte de Sébastopol », et aussi d'assurer la sécurité des habitants russophones de Crimée, selon le ministre des Affaires étrangères de la fédération de Russie Sergueï Lavrov. Aussi présentes, les troupes ukrainiennes moins nombreuses restent cantonnées dans leurs bases militaires criméennes.
Le 3 mars, certaines troupes ukrainiennes n'ont pas rendu les armes. Mais des responsables américains annoncent qu'ils considèrent que les troupes pro-russes ont achevé le contrôle opérationnel de la Crimée. Les atlantistes se réunissent et évoquent des rétorsions et sanctions non militaires. Dans le même temps, Vladimir Poutine, actuel président de la fédération de Russie, accepte de dialoguer avec — un groupe de contact — ; notamment avec la chancelière d'Allemagne Angela Merkel.
Le 11 mars, le Parlement criméen proclame l'indépendance de la péninsule vis-à-vis de l'Ukraine. Le 18 mars 2014, le président russe Vladimir Poutine signe avec les dirigeants de Crimée un accord historique sur le rattachement de cette péninsule à la Russie. Cette signature intervient deux jours après le référendum en Crimée qui a plébiscité un rattachement à Moscou. Parmi les 193 États membres de l'ONU, ce rattachement est reconnu par seulement 11 d'entre eux : la Russie, la Biélorussie, l'Afghanistan, le Venezuela, la Syrie, le Soudan, la Corée du Nord, le Zimbabwe, Cuba, la Bolivie, le Nicaragua et le Kirghizistan.